# 塚山古墳 (宇都宮市)
塚山古墳（つかやまこふん）は、栃木県宇都宮市西川田町にある古墳。形状は前方後円墳。塚山古墳群を構成する古墳の1つ。栃木県指定史跡に指定されている。
本項目では、塚山古墳を主墳とする塚山古墳群についても解説する。

## 概要

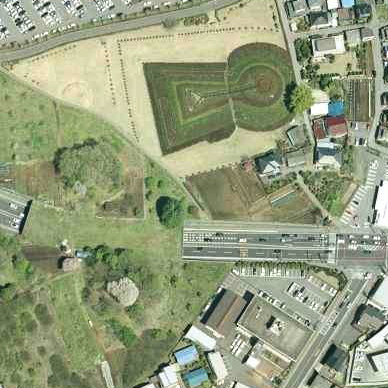
塚山古墳群の空中写真（2010年）右上に塚山古墳、左に塚山西古墳、左下に塚山南古墳。。

栃木県南部、田川・姿川の中間の台地上に築造された大型前方後円墳である。周辺には帆立貝形古墳の塚山西古墳・塚山南古墳含む古墳数基・埴輪棺が分布して塚山古墳群を形成し、本古墳はそのうち最大規模になる。現在までに後円部の一部が道路で削平を受けているほか、1989年（平成元年）に測量調査が、1989-1991年（平成元-3年）に4次の発掘調査が実施されている。
墳形は前方部前端が突出する「剣菱型」の前方後円形で、前方部を西方向に向ける。墳丘は3段築成。墳丘外表では葺石が認められるほか、円筒埴輪・須恵器（TK216-208型式）・土師器が検出されている。墳丘くびれ部南側には造出を付す。また墳丘周囲には盾形の周濠が巡らされ、周濠を含めた古墳全長は119.2メートルにもおよぶ。埋葬施設は未調査のため明らかでなく、副葬品も詳らかでない。
築造時期は、古墳時代中期の5世紀中葉（または5世紀後半）頃と推定される。宇都宮南部地域における大型首長墓であり、下毛野地方の政治情勢を考察するうえで重要視される古墳になる。
古墳域は1953年（昭和28年）に栃木県指定史跡に指定された。現在では墳丘上にドウダンツツジが植えられ、独特の景観を呈する古墳として整備されている。

## 遺跡歴
- 1953年（昭和28年）11月10日、塚山古墳が栃木県指定史跡に指定[3]。
- 1966年（昭和41年）、国道121号（宇都宮環状道路）の建設計画立案。文化財保護のため古墳群付近のトンネル化に計画変更。
- 1973年（昭和48年）4月13日、塚山西古墳・塚山南古墳が栃木県指定史跡に指定[4][5]。
- 1976年（昭和51年）、道路建設に伴う塚山西古墳・塚山東古墳の発掘調査（栃木県教育委員会、1979年に報告書刊行）。
- 1989-1991年（平成元-3年）、塚山古墳の発掘調査（宇都宮大学考古学研究会、1995年に報告）。
- 1991-1992年度（平成3-4年度）、道路改良に伴う塚山古墳群の発掘調査（宇都宮市教育委員会、1996年に報告書刊行）。
- 1995-1997年度（平成7-9年度）、史跡整備に伴う塚山西古墳・塚山南古墳の発掘調査（宇都宮市教育委員会・宇都宮大学・宇都宮文星短期大学、2003年に報告書刊行）。
- 2005年（平成17年）11月7日、塚山南古墳出土土器が宇都宮市指定有形文化財に指定。

## 墳丘
墳丘の規模は次の通り。
- 古墳総長：119.2メートル - 周濠を含めた古墳全長。
- 墳丘長：98.3メートル
- 後円部 直径：55.9メートル
- 前方部 幅：59.9メートル

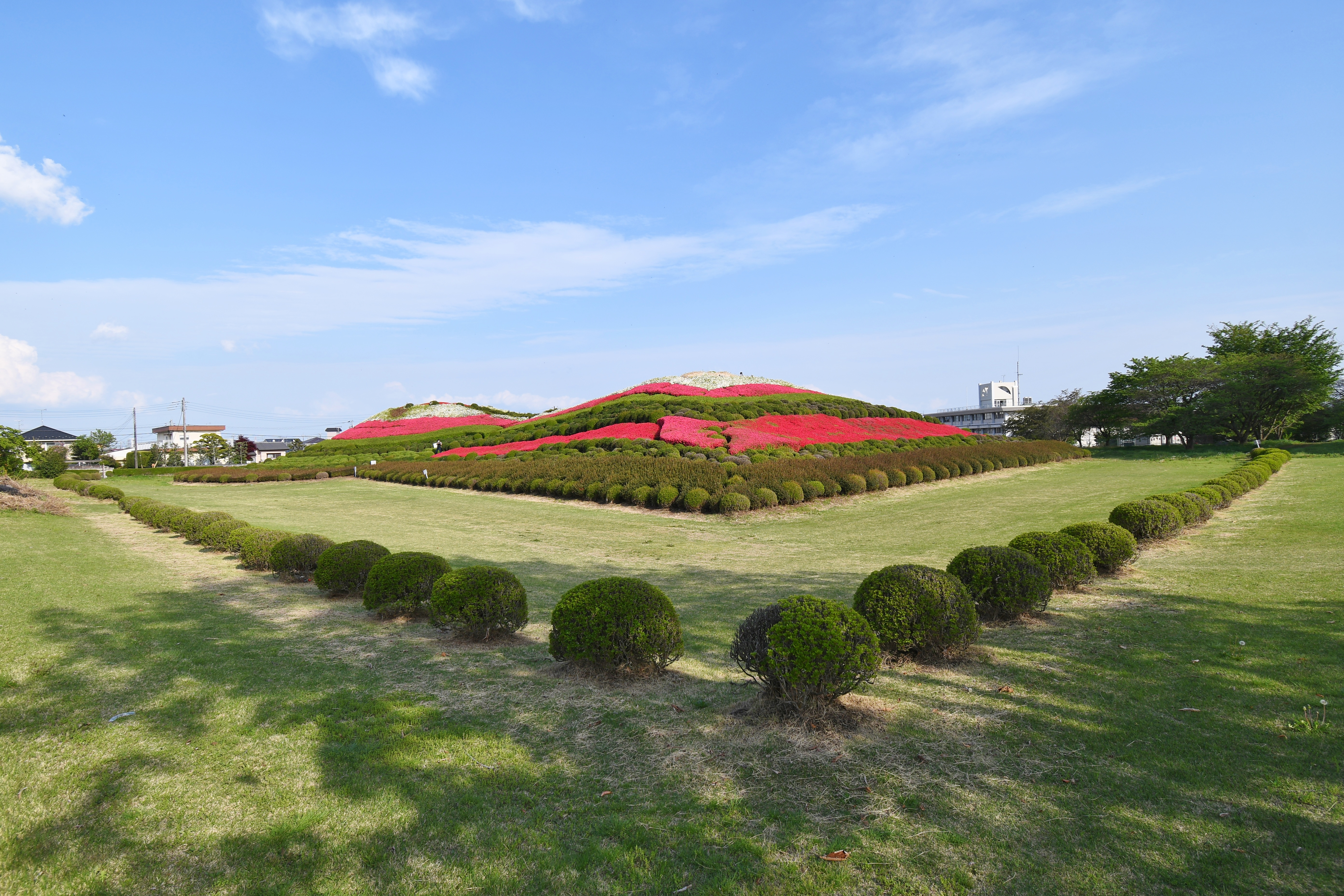
墳丘・周濠
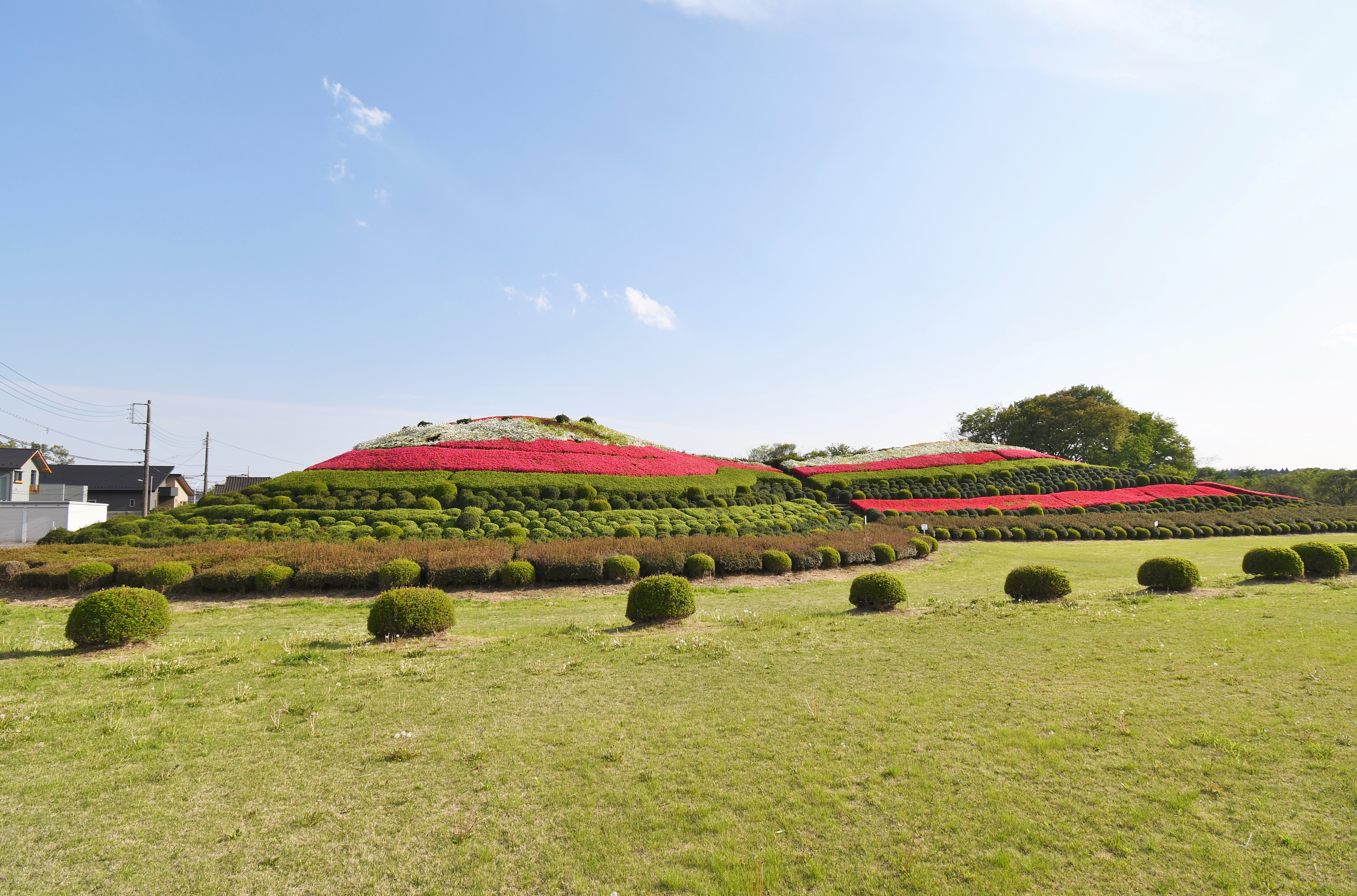
墳丘 左に後円部、右奥に前方部。
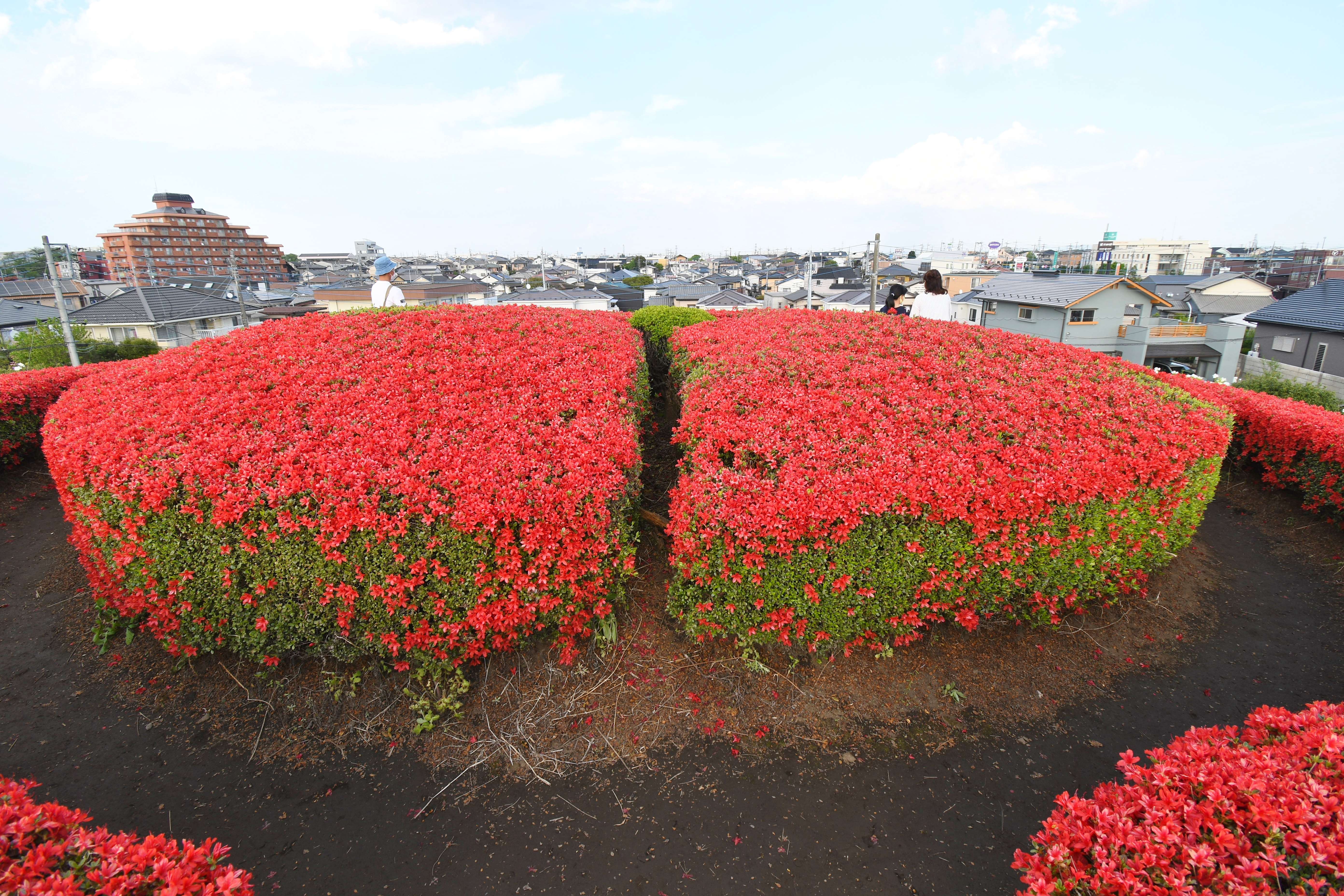
後円部墳頂
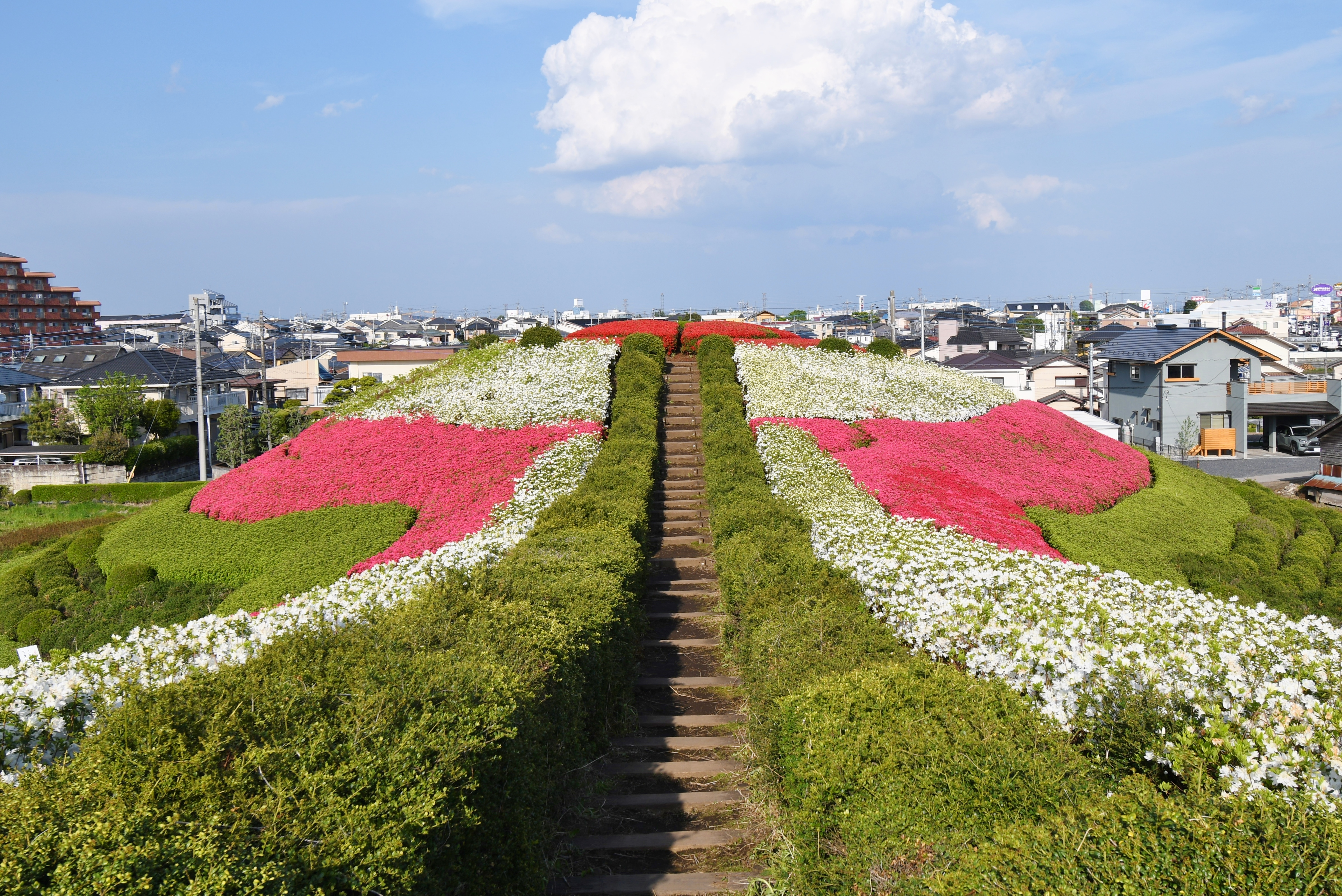
前方部から後円部を望む
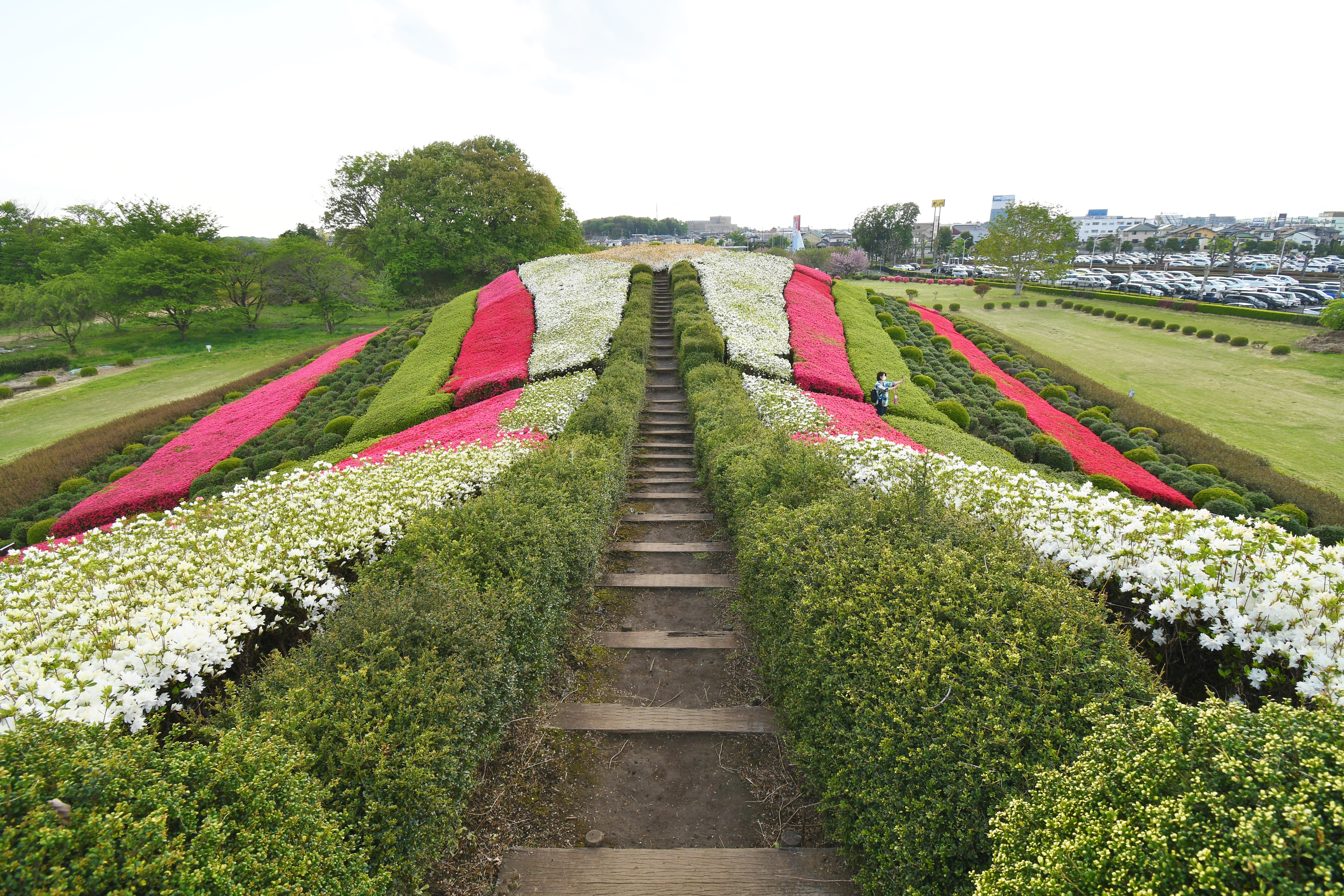
後円部から前方部を望む

## 塚山古墳群
塚山古墳群は、塚山古墳を主墳とする古墳群。かつては古墳10基以上で構成され、前方後円墳1基（塚山古墳）・帆立貝形古墳2基（塚山西古墳・塚山東古墳）・円墳1基（6号墳）が現存する。
これまでの調査では、塚山古墳の北側に小円墳6基（4・5・7・8号墳、旧射撃場内古墳2基）、西-南西側に北から中円墳（6号墳）・塚山西古墳・塚山南古墳が確認されている。一帯では埴輪棺が検出されており、その1つには線刻画として雌雄交互の鹿4頭が描かれる。営造時期は古墳時代中期-後期の5世紀中葉-6世紀初頭頃と推定され、茂原古墳群・東谷古墳群に後続する時期に想定される。

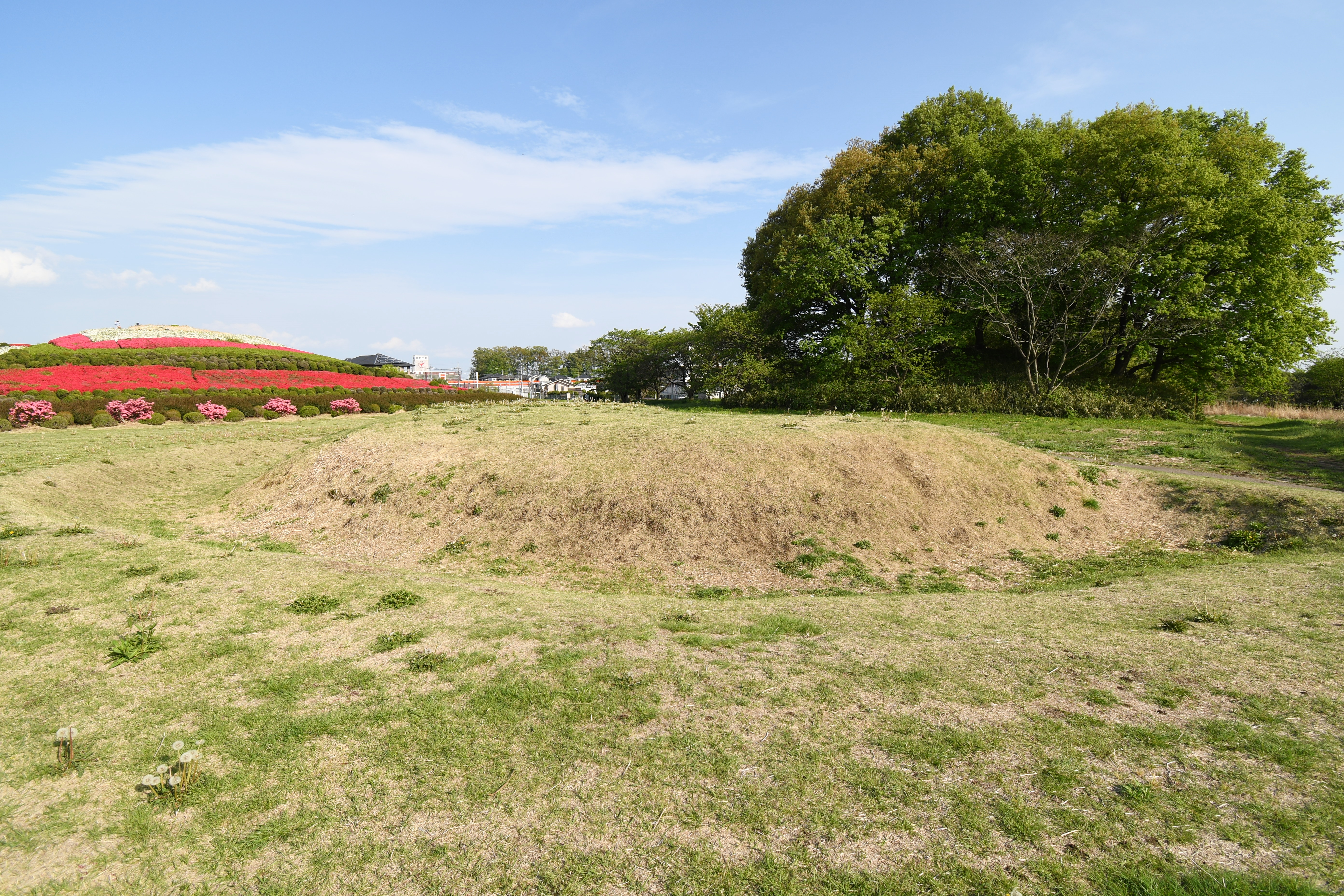
6号墳

古墳群の内容は次の通り。
| 古墳名               | 形状         | 規模      | 出土品                         | 築造時期  | 史跡指定 | 備考                                                                               |
| -------------------- | ------------ | --------- | ------------------------------ | --------- | -------- | ---------------------------------------------------------------------------------- |
| 1号墳 （塚山古墳）   | 前方後円墳   | 墳丘長98m | 円筒埴輪・須恵器               | 5世紀中葉 | 県指定   | 測量：1989年 発掘：1989・1990・1991年                                              |
| 2号墳 （塚山西古墳） | 帆立貝形古墳 | 墳丘長63m | 円筒埴輪・須恵器               | 5世紀後葉 | 県指定   | 測量：1976・1995年 発掘：1976・1990・1995・1996年                                  |
| 3号墳 （塚山南古墳） | 帆立貝形古墳 | 墳丘長58m | 円筒埴輪・須恵器・土師器       | 5世紀末葉 | 県指定   | 測量：1976・1996年 発掘：1976・1996・1997・1998年 出土土器は宇都宮市指定有形文化財 |
| 4号墳                | 円墳         | 直径8m    | 土器                           |           | （消滅） |                                                                                    |
| 5号墳                | 円墳         | 直径7m    | 木棺跡・円筒埴輪・土器・玉類   |           | （消滅） |                                                                                    |
| 6号墳                | 円墳         | 直径20m   | 円筒埴輪・土器                 |           | なし     |                                                                                    |
| 7号墳                | 円墳         |           | 形象埴輪（鳥）・土器           |           | （消滅） |                                                                                    |
| 8号墳                | 円墳         |           | 円筒埴輪・土器                 |           | （消滅） |                                                                                    |
| 旧射撃場内古墳2基    | 円墳         |           | 円筒埴輪・形象埴輪（鳥・短甲） |           | （消滅） |                                                                                    |
| 埴輪棺5基            | 埴輪棺       |           | 円筒埴輪                       |           | （消滅） |                                                                                    |

- 6号墳

### 塚山西古墳
塚山西古墳（つかやまにしこふん）は、塚山古墳の南西にある古墳。形状は帆立貝形古墳。栃木県指定史跡に指定されている。
墳形は、前方部が短小な帆立貝形の前方後円形で、前方部を南南東方向に向ける。墳丘の規模は次の通り。
- 古墳総長：74.1メートル - 周濠を含めた古墳全長。
- 墳丘長：63.1メートル
- 後円部
  - 直径：44.5メートル
  - 高さ：6.7メートル
- 前方部
  - 長さ：約18メートル
  - 幅：約22メートル
  - 高さ：約1.5メートル

墳丘は2段以上の築成（2段目以上は撹乱が著しく不明）。墳丘外表では円筒埴輪・須恵器（TK208-TK23型式）が検出されている。また墳丘周囲には馬蹄形の周濠が巡らされる（東側は塚山古墳の制約のため浅い）。埋葬施設は後円部墳頂に存在するが、一部の検出に留まるため詳らかでない（粘土・石材の検出はなし）。副葬品は詳らかでない。
築造時期は古墳時代中期の5世紀後葉頃と推定され、塚山古墳に後続し塚山南古墳に先行する時期に想定される。

### 塚山南古墳
塚山南古墳（つかやまみなみこふん）は、塚山西古墳の南にある古墳。形状は帆立貝形古墳。栃木県指定史跡に指定されている。
墳形は、前方部が短小な帆立貝形の前方後円形で、前方部を南方向に向ける。墳丘の規模は次の通り。
- 古墳総長：70.6メートル - 周濠を含めた古墳全長。
- 墳丘長：58.0メートル
- 後円部
  - 直径：42.1メートル
  - 高さ：6.8メートル
- 前方部
  - 長さ：13.5メートル
  - 高さ：4.1メートル

墳丘は2段築成。墳丘外表では円筒埴輪・形象埴輪（人物形・馬形・鹿形・家形埴輪）のほか、多数の須恵器（大甕・高坏形器台・装飾付脚付壺・二重𤭯：TK208-TK23型式）・土師器が検出されているが、葺石は認められていない。また墳丘周囲には馬蹄形の周濠が巡らされる（後円部北西側は塚山西古墳の制約のため狭い）。埋葬施設は未調査のため明らかでないが、墳頂に窪みや赤彩の石が存在することから、後円部墳頂における竪穴系施設であるが盗掘を受けていると推測される。副葬品は詳らかでない。
築造時期は古墳時代後期の5世紀末葉（5世紀末葉-6世紀初頭）頃と推定され、塚山西古墳に後続する時期に想定される。

## 文化財

### 栃木県指定文化財
- 史跡
  - 塚山古墳 - 1953年（昭和28年）11月10日指定[3][2]。
  - 塚山西古墳 - 1973年（昭和48年）4月13日指定[4][9]。
  - 塚山南古墳 - 1973年（昭和48年）4月13日指定[5][10]。

### 宇都宮市指定文化財
- 有形文化財
  - 塚山南古墳出土土器（考古資料） - 2005年（平成17年）11月7日指定。

## 関連文献
（記事執筆に使用していない関連文献）
- 石部正志ら「塚山古墳外形確認調査報告」『峰考古』第9号、宇都宮大学考古学研究会、1995年。